# Sphaeradenia sphagnicola
Sphaeradenia sphagnicola är en enhjärtbladig växtart som beskrevs av Gunnar Wilhelm Harling. Sphaeradenia sphagnicola ingår i släktet Sphaeradenia och familjen Cyclanthaceae.
Artens utbredningsområde är Costa Rica. Inga underarter finns listade.